# Piers Claughton
O Rev. Rev.  Piers Calveley Claughton , DD (8 de junho de 1814 - 11 de agosto de 1884 ) foi um anglicano colonial  bispo  e autor na segunda metade do século XIX.

## Vida pregressa
E filho de Thomas Claughton  ( MP  para Newton, Lancashire , 1818 - 25)  de Haydock Lodge, ele foi educado no Brasenose College , Oxford ,  onde se formou, BA ( 1835) e MA (1838).  Ele foi eleito membro do University College, Oxford em 1836.

## Ordenação e Avanço
Após sua ordenação em 1838 ele foi nomeado reitor  de Elton , Huntingdonshire (1842 - 43; 1845 - 59), antes de se tornar o primeiro bispo de Santa Helena (1859 - 61)  e um tradução subseqüente para a Sé de Colombo (1862 - 71).  Após seu retorno à Inglaterra, ele serviu como Arcebispo de Londres e como cônego de São Paulo de 1870 a 1884 e foi nomeado Capelão Geral das Forças de Sua Majestade em 1875.

## Morte
Ele morreu em Maida Vale , em Londres . Um tablete memorial foi colocado na cripta da Catedral de São Paulo, em Londres, em 1885.  Um selo foi emitido para comemorar o 150º aniversário da Diocese de Santa Helena, que tinha sua imagem. seu irmão foi bispo de Rochester de 1867 a 1877; e depois de St Albans até 1890. 

## Publicações
Entre outros, ele escreveu: 
- Knowledge the Reward of Obedience, 1840
- A Brief Comparison of the Thirty-nine Articles of the Church of England with Holy Scripture, 1843
- A Catechism in Six Parts, for the Sundays in Lent. [S.l.: s.n.] 1847
- The Gospel Invitation, 1859
- The Jews in relation to the Church and the World, 1877
- The Manner of the Growth of Christ's Kingdom, 1877